# Vagner Fagundes
Vagner Abiate Fagundes (São Paulo, 16 de outubro de 1981) é um dublador e também um diretor de dublagem brasileiro. Dublando desde os anos 90, Vagner se tornou um dos maiores dubladores brasileiros trabalhando com diversos animes. Entre seus destaques estão Son Gohan (adolescente e adulto) da série Dragon Ball, Touya Kinomoto em Sakura Card Captors, Zim em Invasor Zim, Monkey D. Luffy em One Piece, Shikamaru Nara em Naruto, e Shun Kazami na série Bakugan. Em 2007, Vagner ganhou um Oscar da dublagem como melhor dublador do ano, ao lado de Marco Antônio Costa, por ter emprestado sua voz a Luffy. Ele é o dublador oficial do ator Elijah Wood em São Paulo.
Em 2024, foi indicado ao Crunchyroll Anime Awards na categoria Melhor Performance de Voz (Português Brasileiro) por sua interpretação de Arataka Reigen, em Mob Psycho 100 III.

## Dublagens

### Séries de TV
- Nunero 12 ( The Round 6) Netflix
- Derek Venturi (Michael Seater) em Minha vida com Derek[carece de fontes?]
- Ethan Craft (Clayton Snyder) em Lizzie McGuire
- Owen (Michael Mitchell) em Phil do Futuro
- Rain Padakadis (Michael D'Ascenzo) em Naturally Sadie
- Bob Ronaldo (Brian Cazeneuve) em Junior Express
- Stiles Stilinsk (Dylan o'brien) em Teen Wolf dublagem de SP
- Joe Goldberg (Peen Badgley) em You
- Jesse (Drew Roy) em Hannah Montana
- Joey Tribbiani (Matt Le Blanc) em Friends
- Edward Nygma (Cory Michael Smith) em Gotham
- Garrett Spenger (Peyton Clark) em I Didn't Do It

### Desenhos animados/ animes
- J.P. Shibayama em Digimon Frontier[4]
- Son Gohan (adolescente e adulto) e Yajirobe na série Dragon Ball[1]
- Thomas H. Norstein em Digimon Data Squad[5]
- Toji Suzuhara em Neon Genesis Evangelion[4]
- Touya Kinomoto em Sakura Card Captors[1]
- Tristan Taylor em Yu-Gi-Oh![4]
- Tyranno Hassleberry em Yu-Gi-Oh! GX
- Watanuki em XXXHolic[6]
- Bartolito em Manuelita
- Chinook Silverwing em Silverwing
- Chuckie Finster (1.ª voz) em Rugrats
- Zim em Invasor Zim
- Ka-Chung em Save-Ums!
- Monkey D. Luffy em One Piece
- Reigen Arataka em Mob Psycho
- Shikamaru Nara em Naruto
- Roan em Ragnarok
- Hunter em The Owl House

### Jogos
- Alex Hunter em FIFA 18
- Connor em Detroit: Become Human
- Add em Elsword
- Lukas em Minecraft: Story Mode
- Josh em Watch Dogs 2